# David Holý
David Holý (* 4. März 1998 in Chrudim) ist ein tschechischer Leichtathlet, der sich auf den Stabhochsprung spezialisiert hat.

## Sportliche Laufbahn
Erste internationale Erfahrungen sammelte David Holý im Jahr 2017, als er bei den U20-Europameisterschaften in Grosseto mit übersprungenen 4,90 m in der Qualifikationsrunde ausschied. 2019 verpasste er bei den U23-Europameisterschaften in Gävle mit 5,05 m den Finaleinzug und 2024 gelangte er bei den Europameisterschaften in Rom mit 5,50 m auf den zwölften Platz. Anschließend nahm er an den Olympischen Sommerspielen in Paris teil und schied dort mit 5,60 m in der Vorrunde aus. Im Jahr darauf belegte er bei den Halleneuropameisterschaften in Apeldoorn mit 5,70 m den achten Platz.
2023 wurde Holý tschechischer Meister im Stabhochsprung im Freien und in der Halle.